# جي. بي. غريني جونيور
جي. بي. غريني جونيور (بالإنجليزية: G. B. Greene, Jr.)‏ هو ضابط أمريكي، ولد في 20 أبريل 1914 في لورنس في الولايات المتحدة، وتوفي في 15 أغسطس 1998 في McQueeney, Texas ‏ في الولايات المتحدة.